# Diagrama d'Amagat
El diagrama d'Amagat és un gràfic termodinàmic d'un fluid a temperatura constant de pV en funció de p, on p és la pressió i V el volum.
S'utilitza per veure la desviació que té un gas real respecte al comportament que tindria un gas ideal.
El nom del diagrama ve donat pel físic francès Émile Hilaire Amagat (1841-1915).